# Cima delle Vallette
La Cima delle Vallette (2.745 m s.l.m.) è una montagna delle Alpi del Monginevro nelle Alpi Cozie. Si trova in Piemonte, nella Città metropolitana di Torino.

## Caratteristiche
La montagna è collocata lungo la linea di cresta che separa la val Chisone dalla Val di Susa. Verso est il Colle delle Vallette (2.551 metri) la divide dalla vicina Ciantiplagna, mentre in direzione opposta il crinale prosegue verso il Monte Gran Pelà (2705 m) e il Colle dell'Assietta. Si tratta di un rilievo principalmente detritico ed erboso la cui prominenza topografica è di 192 metri. Sulla cima del monte passa il confine tra i comuni di Chiomonte e Usseaux.
A sud della Cima delle Vallette, sul lato Val Chisone, corre la ex-strada militare dell'Assietta, una sterrata aperta al transito dei mezzi motorizzati nei periodi sgombri di neve e che unisce Usseaux con Sestriere passando per il Colle dell'Assietta. 

## Accesso alla vetta
È possibile salire sulla Cima delle Vallette da colle omonimo, con un breve percorso escursionistico. La montagna però è più nota come meta di ascensioni sci -alpinistiche, ad esempio con partenza dal Frais.